# Скрбенсько
Скрбенсько (пол. Skrbeńsko) — село в Польщі, у гміні Ґодув Водзіславського повіту Сілезького воєводства.
Населення — 920 осіб (2011).
У 1975-1998 роках село належало до Катовицького воєводства.

## Демографія
Демографічна структура станом на 31 березня 2011 року:
|          | Загалом | Допрацездатний вік | Працездатний вік | Постпрацездатний вік |
| -------- | ------- | ------------------ | ---------------- | -------------------- |
| Чоловіки | 439     | 89                 | 304              | 46                   |
| Жінки    | 481     | 110                | 284              | 87                   |
| Разом    | 920     | 199                | 588              | 133                  |